# Pyrrosia macrocarpa
Pyrrosia macrocarpa är en stensöteväxtart som först beskrevs av Carl Ludwig Willdenow, och fick sitt nu gällande namn av Georg Friedrich Kaulfuss. Pyrrosia macrocarpa ingår i släktet Pyrrosia och familjen Polypodiaceae. Inga underarter finns listade.